# Astroblepus jurubidae
Astroblepus jurubidae är en fiskart som beskrevs av Fowler, 1944. Astroblepus jurubidae ingår i släktet Astroblepus och familjen Astroblepidae. Inga underarter finns listade.